# NGC 4204
NGC 4204 is een balkspiraalstelsel in het sterrenbeeld Hoofdhaar. Het hemelobject werd op 27 april 1785 ontdekt door de Duits-Britse astronoom William Herschel.

## Synoniemen
- UGC 7261
- MCG 4-29-51
- ZWG 128.60
- KUG 1212+209A
- IRAS12126+2056
- PGC 39179